# 白石加代子
白石 加代子（しらいし かよこ、1941年12月9日 - ）は、日本の女優。株式会社スタジオオーデュボン所属。夫は早稲田小劇場に所属していた深尾誼（ふかお よしみ）。東京市麻布区（現・東京都港区）東麻布出身。日本芸術院会員。

## 来歴・人物
父・仁志郎（にしろう）、母・フサの長女として生まれる。父は逓信省の役人で、静岡県河津浜電話中継所の所長を務めていた。
5歳の頃、結核で父親を亡くし、家計が常に苦しくなる。
小学生の時、学校にやって来た児童劇団の芝居を見て、すでに舞台の世界に魅力を感じ始めていたが「弟が就職するまでは長女として家計を支えなければならない」という責任感から、麹町学園女子高等学校卒業後は東京の港区役所に就職。
弟の就職が決まった1967年の春、同区役所税務課を退職して、早稲田小劇場（現・SCOT）へ入団。
1970年、『劇的なるものをめぐってII』（演出：鈴木忠志）の主演で「狂気女優」と評判になり、以後、同劇団の看板女優となる。
1989年、SCOTを退団して独立。株式会社スタジオオーデュボンに所属。
映画では市川崑や大林宣彦に重用されていた。

## 主な出演作品

### 舞台
- エディプス王 (ストラヴィンスキー)（ジュリー・テイモア演出）
- 早稲田小劇場（SCOT）公演
  - 少女仮面
  - 劇的なるものをめぐってII
  - トロイアの女 など
- メアリー・スチュアート（宮本亜門演出）
- 女たちの十二夜（鵜山仁演出）
- ゴドーを待ちながら（鴻上尚史演出）
- 虎（野田秀樹演出）
- 百物語シリーズ（鴨下信一演出）
- 夏の夜の夢（蜷川幸雄演出）
- 身毒丸（蜷川幸雄演出）
- グリークス（蜷川幸雄演出）
- ペリクリーズ（蜷川幸雄演出）
- 天保十二年のシェイクスピア（蜷川幸雄演出）
- コリオレイナス（蜷川幸雄演出）
- 国盗人（野村萬斎演出）
- ビューティ・クイーン・オブ・リナーン（長塚圭史演出）
- ムサシ（蜷川幸雄演出）
- ぼっちゃま（河原雅彦演出）
- おやすみ、かあさん（青山真治演出）
- 漂流劇 ひょっこりひょうたん島（2015年） - ドン・ガバチョ
- エレクトラ（2017年 世田谷パブリックシアターほか） - クリュタイメストラ[6]
- りゅーとぴあ能楽堂シェイクスピアシリーズ
  - リア王（栗田芳宏演出）
- COCOON PRODUCTION 2022 NINAGAWA MEMORIAL『パンドラの鐘』（杉原邦生演出） - ヒイバア[7]
- 藤間勘十郎文芸シリーズ 其の五『其噂妖狐譚』-そのうわさだっきものがたり-（藤間勘十郎演出） - 賎の女実は金毛九尾の狐[8]
- カタシロ〜Relive vol.1〜（ディズム演出） - 患者[9]
- ふしぎ駄菓子屋 銭天堂（笹部博司演出）[10]

### 映画
- 記録なき青春（1967年）
- 女囚さそり 第41雑居房（1972年、伊藤俊也監督）
- 悪魔の手毬唄（1977年、市川崑監督） - 司咲枝（仁礼嘉平の妹、仁礼文子の実母）
- 犬神の悪霊（1977年、伊藤俊也監督） - 霊媒(「カラ」に立つ女)
- 女王蜂（1978年、市川崑監督） - 速水るい
- 病院坂の首縊りの家（1979年、市川崑監督） - 宮坂すみ
- 魔界転生（1981年、深作欣二監督）
- 幻魔大戦（アニメ、1983年、りんたろう監督） - 女占星術師
- 細雪（1983年、市川崑監督） - 酒亭の内儀
- 天国の駅 HEAVEN STATION（1984年、出目昌伸監督）
- 大災難（1995年、周防正行監督）
- 八つ墓村（1996年、市川崑監督） - 濃茶の尼
- 尾崎翠を探して 第七官界彷徨（1999年、浜野佐知監督）
- 淀川長治物語 神戸篇 サイナラ（2000年、大林宣彦監督）
- 海猫（2004年、森田芳光監督）
- 男たちの大和（2005年、佐藤純彌監督）
- 全然大丈夫（2008年、藤田容介監督）
- 花筐/HANAGATAMI（2017年、大林宣彦監督） - 山内の母
- 海辺の映画館―キネマの玉手箱（2020年、大林宣彦監督） - チケット売場の老婆
- 千夜、一夜（2022年、久保田直監督） - 藤倉千代
- 岸辺露伴 ルーヴルへ行く（2023年、渡辺一貴監督） - 猷[11]
- クモとサルの家族（2023年、長澤佳也監督）- 熊[12]
- 種まく旅人〜醪のささやき〜（2025年公開予定、篠原哲雄監督）[13]

### テレビドラマ
- 時代劇スペシャル / 大奥悪霊の館（1981年、CX）
- 大奥 第45話「花嫁は大奥一年生」（1984年、KTV） - 筆頭御年寄・三ツ橋（総取締） 役
- 夏の怪談シリーズ / 大奥妖霊の墓（1984年、CX）
- 水曜グランドロマン / 結婚しない女達のために（1991年、NTV）
- 山田太一スペシャル / ハワイアン・ウェディングソング マウイの想い出（1992年、TBS）
- 金曜時代劇 腕におぼえあり3（1993年1月8日 - 3月12日、NHK） - ナレーション[14]
- 月曜ドラマスペシャル / 冬の特選サスペンス ひとさらい（1995年、TBS）
- 火曜サスペンス劇場（NTV）
  - 少女が死んだ夜（1997年）
  - 刑事・鬼貫八郎（9）沈黙の函（1999年4月27日）
  - 刑事・鬼貫八郎（18）真夜中の乗客（2005年9月20日） - 角間春江 役
- 土曜ドラマ / 銃口 教師竜太の青春（1997年、NHK）
- すいか（2003年、NTV） - 早川梅子 役
- 水曜プレミア / 世界最恐JホラーSP 日本のこわい夜（2004年、TBS） - 語りべ
- 大河ドラマ（NHK）
  - 義経（2005年） - お徳 役 / ナレーション
  - 花燃ゆ（2015年） - 国島 役
  - いだてん〜東京オリムピック噺〜（2019年） - 三島和歌子 役
- 小早川伸木の恋（2006年、CX）
- セクシーボイスアンドロボ（2007年、NTV） - ロボの母親 役
- 吾輩の部屋である（2017年、日本テレビ） - 和式トイレ 役（声の出演）
- Q10（2010年、NTV） - 小川しげ 役
- 泣くな、はらちゃん（2013年、NTV） - 越前秀子 役
- デート〜恋とはどんなものかしら〜（2015年、CX） - バスの婦人
- ど根性ガエル（2015年、NTV） - 京子のおばあちゃん 役
- 金曜プレミアム / 松本清張スペシャル かげろう絵図（2016年、CX） - 寔子（徳川家斉正室） 役[15]
- プレミアムドラマ / 奇跡の人（2016年、NHK BSプレミアム） - 亀持岩 役
- 連続テレビ小説 / ひよっこ（2017年、NHK） - 立花富 役
- ひきこもり先生（2021年） - 上嶋美津子 役
- だが、情熱はある（2023年） - 若林鈴代 役[16]
- さよならマエストロ〜父と私のアパッシオナート〜（2024年） - 富子 役[17]

### 配信ドラマ
- 舞妓さんちのまかないさん（2023年1月12日 - 、Netflix） - キヨの祖母 役[18]

### 劇場アニメ
- 果てしなきスカーレット（2025年11月21日公開予定、細田守監督） - 謎の老婆 役[19]

### ラジオドラマ
- FMシアター（NHK-FM）
  - LET IT PON!〜それでええんよ〜（2012年2月4日） - 小袖 役
- 青春アドベンチャー（NHK-FM）
  - 『ディス・イズ・ザ・デイ』（2019年7月1日 - 5日）
    - おばあちゃんの好きな選手（2019年7月5日）[20]

### OVA
- 鬼切丸（1994年 - 1995年） - ナレーション

### ゲーム
- シャドウハーツ（2001年、PlayStation 2用RPG） - 海ババ

### DVD
- 橋姫 女人たちの心の丈（2008年、企画：宇治市、制作発売：NHKプラネット近畿） - 橋姫 ※ナレーション兼任

## 受賞歴
- 1979年 - 第1回観世寿夫記念法政大学能楽賞（ギリシャ悲劇公演）
- 1996年 - 第1回読売演劇大賞優秀女優賞（『百物語』）
- 1998年 - 第3回読売演劇大賞優秀女優賞（『身毒丸』）
- 2001年 - 芸術選奨文部科学大臣賞（『グリークス』『百物語』）
- 2001年 - スポニチ文化芸術大賞優秀賞（『百物語』）
- 2005年 - 紫綬褒章（春の叙勲）[21]
- 2012年 - 旭日小綬章[22]
- 2012年 - 第33回松尾芸能賞優秀賞
- 2014年 - 菊池寛賞[23]
- 2023年 - 日本芸術院会員に任命（3月1日より）[24]